# Voděrady, Ústí nad Orlicí
Voděrady là một làng thuộc huyện Ústí nad Orlicí, vùng Pardubický, Cộng hòa Séc.